# Gorges de Régalon
Les Gorges de Régalon sont un canyon en fente au sud du petit Luberon, à l'extrémité est de la commune de Cheval-Blanc, en bordure de la commune de Mérindol.

## Géographie
Les gorges de Régalon séparent la Crau des Mayorques à l'ouest de la Crau de Saint-Phalez à l'est. Toutes deux font partie du petit Luberon.

### Géologie

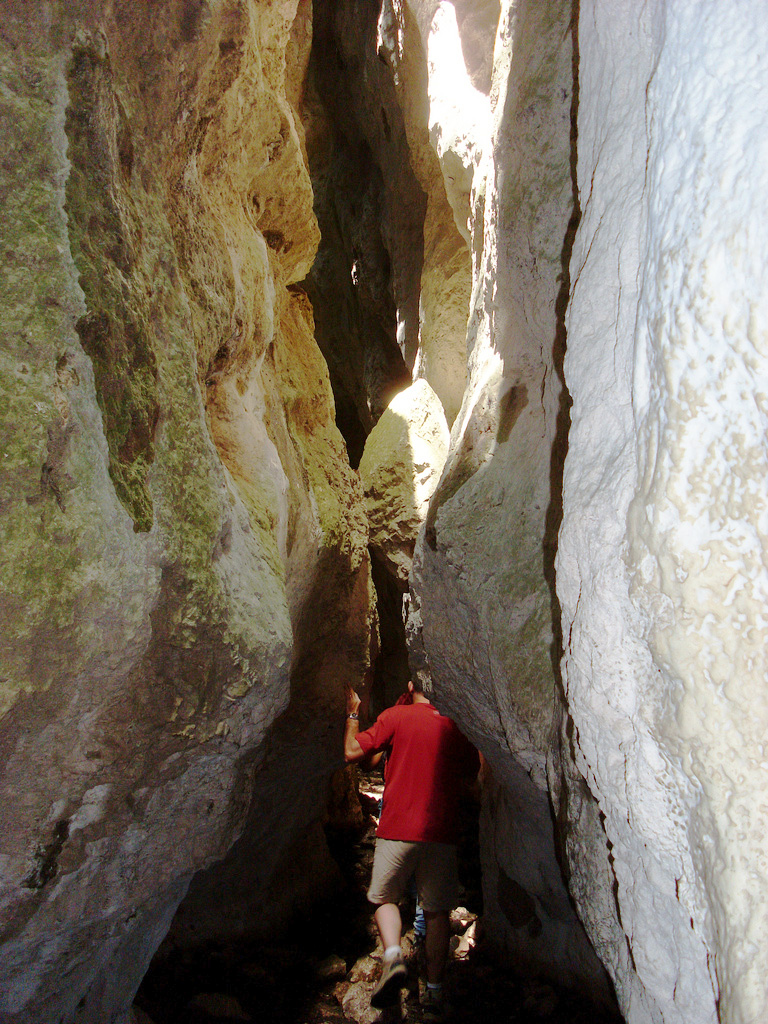
Passage étroit, caractéristique des gorges de Régalon.

Les Gorges de Régalon sont creusées dans les calcaires massifs du Petit Luberon. À la fin de l’ère tertiaire, il y a environ 6 millions d’années, l’abaissement du niveau de la mer Méditerranée, conjugué au soulèvement du Luberon, a provoqué l’enfoncement progressif des rivières. Ainsi est né le canyon de Régalon, spectaculaire entaille creusée par un petit cours d’eau.
À partir de 5,3 millions d’années, son niveau étant remonté, la mer occupe le canyon. Elle y laisse comme uniques témoins deux petits lambeaux de sables conservés à l’abri, dans deux grottes, à 600 mètres de l’entrée des gorges.
L’ensemble des gorges est protégé par la Réserve naturelle nationale géologique du Luberon : il est interdit d'extraire et de ramasser les roches et les fossiles. Pour des raisons de conservation et de protection de la géodiversité, il est également interdit de pénétrer dans les grottes.

### Sismicité
À l'exception des cantons de Bonnieux, Apt, Cadenet, Cavaillon, et Pertuis classés en zone Ib (risque faible), tous les cantons du département de Vaucluse sont classés en zone Ia (risque très faible). Ce zonage correspond à une sismicité ne se traduisant qu'exceptionnellement par la destruction de bâtiments.

## La visite
Le site des Gorges de Régalon est extrêmement fragile et doit être préservé. Il souffre des nuisances causées par l’augmentation de la fréquentation. Les chiens, même tenus en laisse, y sont interdits. 
Afin de contribuer à leur sauvegarde et à celle des espèces en danger qui y vivent, il est fortement déconseillé de s’y rendre de janvier à septembre. L'accès au massif, vulnérable aux feux de forêt, est d'ailleurs souvent interdit, avec des patrouilles fréquentes de gendarmerie. Pour d'évidentes raisons de sécurité, il est aussi fortement recommandé de ne pas pratiquer la visite par temps de pluie ou en cas de risque de pluie.